# 郭秀
郭秀，东魏官员，范阳涿县（今河北省涿州市）人。
郭秀担任高欢的行台右丞，封寿阳伯，亲宠日隆，多受贿赂，掌握进退人事大权。张伯德、祁仲彦、张华原等人，都依附他。郭秀得病，高欢亲自探视，问他想当什么官，他说是七兵尚书，任命的公文没有到他就死了。家中没有成人子弟，高欢至其住宅，亲自派人派人记录其家资粟帛多少，然后离去。赠仪同三司、恒州刺史。命其子郭孝义与太原公高洋以下同学读书。郭秀在世的时候，忌嫉杨愔，欺骗威胁让他逃走。郭秀死后，杨愔回来，高欢追恨郭秀，即日斥走郭孝义，终身不再提起。